# زوهيروس (قرطبة)
بلدية زوهيروس (بالإسبانية: Zuheros)‏، هي إحدى بلديات مقاطعة قرطبة إحدى مقاطعات إسبانيا، و التي تقع في منطقة الأندلس جنوب إسبانيا.
يبلغ عدد سكانها 812 نسمة وفقاً لإحصائية سنة (2007).